# Å̂
Cette page contient des caractères spéciaux ou non latins. S’ils s’affichent mal (▯, ?, etc.), consultez la page d’aide Unicode.
Å̂ (minuscule : å̂), appelé A rond en chef circonflexe, est un graphème utilisé dans l’écriture du moyen bas allemand.
Il s’agit de la lettre A diacritée d’un rond en chef et d’un accent circonflexe.

## Représentations informatiques
Le A rond en chef circonflexe peut être représenté avec les caractères Unicode suivants :
- précomposé (latin étendu B)[1],[2] :

| formes    | représentations | chaînes de caractères | points de code | descriptions                                                          |
| --------- | --------------- | --------------------- | -------------- | --------------------------------------------------------------------- |
| capitale  | Å̂               | Å◌̂                    | U+00C5 U+0302  | lettre majuscule latine a rond en chef diacritique accent circonflexe |
| minuscule | å̂               | å◌̂                    | U+00E5 U+0302  | lettre minuscule latine a rond en chef diacritique accent circonflexe |

- décomposé (latin de base, diacritiques) :

| formes    | représentations | chaînes de caractères | points de code       | descriptions                                                               |
| --------- | --------------- | --------------------- | -------------------- | -------------------------------------------------------------------------- |
| capitale  | Å̂               | A◌̊◌̂                   | U+0041 U+030A U+0302 | lettre majuscule latine a diacritique tréma diacritique accent circonflexe |
| minuscule | å̂               | a◌̊◌̂                   | U+0061 U+030A U+0302 | lettre minuscule latine a diacritique tréma diacritique accent circonflexe |